# Большое Лебедево
Большое Лебедево — деревня в Кстовском районе Нижегородской области. Входит в состав Чернышихинского сельсовета, население — 112 человек на 2011 год.

## География
Деревня расположена на правобережье Волги, примерно в 55 км к югу-востоку от Нижнего Новгорода, на левом берегу реки Китмар, высота над уровнем моря 129 м. Ближайшие населенные пункты — Чернышиха в полукилометре восточнее, Соколово в 4 км на запад, Рамешки в 3 км на северо-запад и Крутец в 1,5 км южнее, райцентр Кстово примерно в 38 км.

## История
Когда-то здесь была усадьба Веселовских.

## Инфраструктура
К 2011 году в деревне осталось 56 домов.